# 산토촌 (오사카부)
산토촌(일본어: 三都村)은 일본 오사카부 미나미카와치군에 설치되었던 촌이다. 현재의 오사카사야마시에 해당한다.

## 역사
- 1889년 4월 1일 - 정촌제 시행에 의해 단난군 산토촌이 성립하였다.
- 1896년 4월 1일 - 군 통합에 의해 미나미카와치군이 성립하였다.
- 1931년 6월 16일 - 사야마촌과 합병해, 새로운 사야마촌이 성립하여, 동일 산토촌은 폐지되었다.

## 참고문헌
- 角川日本地名大辞典 27 大阪府